# Hermann Ganswindt
Hermann Ganswindt (Voigtshof, Kelet-Poroszország, 1856. június 12. – Berlin, 1934. október 25.) német mérnök, feltaláló, tudós. A kortársai „schönebergi Edison” becenévvel látták el.

## Életpálya
Diákként kidolgozott egy szabadonfutó kerékpár, amit később Berlin – Schönebergben gyártottak.
Jogásznak készült, a zürichi, a lipcsei, a berlini egyetemeken tanult, de a közlekedéstechnika felé fordult. Találmányaival a szabadalmi hivatalokat, a porosz hadvezetést ostromolta (hiába). Fantaszta volt, de a léghajó, a helikopter és űrhajótervei nem nélkülözik a meglátást és a szellemet, gondolatai megelőzte korát. A modell és a végleges kivitel közötti különbség értelmezésével elősegítette a műszaki tudományt.

## Kutatási területei
Találmányai főként járművekre vonatkoztak (kormányozható léghajó, 1984-ben  tervezte helikopter, taposószerkezettel működtetett lovaskocsi és csónak, kerékpár szabadonfutója). Már 1880-ban foglalkozott egy többlépcsős rakétán. 1891. május 27-én Berlinben ismertette elképzelését a rakétaűrhajóról. Hajtóművének működtetésére dinamitpatronok sorozatos robbantásával kidobott acélgolyók visszaható ereje szolgált volna.
1901-ben Berlin – Schöneberg kerületében helikopter repülést kíséreltek. Még nem állt rendelkezésre megfelelő méretű és erejű robbanómotor, ezért csak pár centiméterre sikerült felemelkednie.
Életének utolsó éveiben kapcsolatot tartott Max Valier, Hermann Oberth és Robert Goddard feltalálókkal.
Egyik fia Wernher von Braun csapatában a Hold-programon dolgozott.

## Szakmai sikerek
- 1975-ben Berlin – Schöneberg kerületében hidat (Hermann - Ganswindt - Brücke) neveztek el róla.
- Emlékére a Nemzetközi Csillagászati Szövetség (IAU) a Hold túlsó oldalán krátert nevezett tiszteletére.